# Hirzel (Familienname)
Hirzel ist ein deutscher Familienname.

## Namensträger
- Familie Hirzel, Bürgergeschlecht der Stadt Zürich
- Adolf Hirzel (1809–1898), deutscher Politiker
- Andreas Hirzel (* 1993), Schweizer Fußballtorwart
- Anna Hirzel-Langenhan (1874–1951), Schweizer Pianistin und Klavierpädagogin
- Bernhard Hirzel (1807–1847), Schweizer Theologe und Orientalist
- Brigitte Hirzel (* um 1966), Schweizer Tischtennisspielerin und -funktionärin
- Caspar Hirzel (1785–1823), Schweizer Romanist und Grammatiker
- Christoph Heinrich Hirzel (1828–1908), Buchautor, Erfinder, Hochschullehrer und Unternehmer
- Conrad Melchior Hirzel (1793–1843), Schweizer Jurist und Politiker
- Emily Gerstner-Hirzel (1923–2003), Schweizer Philologin und Volkskundlerin
- Fritz Hirzel (* 1945), Schweizer Journalist und Schriftsteller
- Hans Hirzel (Politiker) (1924–2006), deutscher Politiker (CDU, REP), Teil der „Ulmer Abiturientengruppe“ mit Kontakten zur „Weißen Rose“
- Hans Caspar Hirzel (Politiker, 1593) (1593–1661), Schweizer Ratsherr und Amtmann
- Hans Caspar Hirzel (Politiker, 1617) (1617–1691), Zürcher Tuchhändler, Bürgermeister und Diplomat
- Hans Caspar Hirzel (Politiker, 1675) (1675–1752) (der ältere Statthalter), Schweizer Politiker
- Hans Caspar Hirzel (Politiker, 1698) (1698–1751) (der jüngere Statthalter), Schweizer Politiker
- Hans Caspar Hirzel (Schriftsteller) (1725–1803), Schweizer Arzt, Politiker und Schriftsteller
- Hans Caspar Hirzel (Politiker, 1751) (1751–1817), Schweizer Arzt und Politiker
- Hans Caspar Hirzel (Großkaufmann) (1798–1866), Schweizer Großkaufmann
- Hanspeter Hirzel (1937–2014), Schweizer Sportfunktionär, ehemaliger Präsident der Fédération Aéronautique Internationale
- Heinrich Hirzel (Maler) (1729–1790), Schweizer Maler
- Heinrich Hirzel (Kirchenhistoriker) (1766–1833), Schweizer evangelischer Geistlicher, Schriftsteller und Hochschullehrer
- Heinrich Hirzel (Regierungsrat) (1766–1840), Schweizer Regierungsrat
- Heinrich Hirzel (Theologe) (1818–1871), Schweizer reformierter Theologe
- Christoph Heinrich Hirzel (Chemiker) (1828–1908), Schweizer und Sächsischer Chemiker, Buchautor, Erfinder, Hochschullehrer und Unternehmer
- Heinrich Hirzel (Verleger) (1836–1894), deutscher Verleger
- Heinrich Hirzel (Archäologe) (1840–1864), deutscher Klassischer Archäologe
- Heinrich Justus Hirzel (1706–1764), Herr von Saint-Gratien, Schweizer Brigadier im Dienste Frankreichs
- Hermann Hirzel (Abt) († 1480), Schweizer Benediktiner, Abt von Muri
- Hermann Hirzel (Künstler) (1864–1939), Schweizer Künstler
- Johann Christian Hirzel (1778–1834), württembergischer Oberamtmann
- Johann Ludwig Hirzel (1717–1794), schweizerischer Generalleutnant in holländischen Diensten und Oberst eines Züricher Standesregiments
- Johannes Zellweger-Hirzel (1730–1802), Schweizer Kaufmann, Textilunternehmer, Ratsherr, Gemeindeschreiber und Landesfähnrich
- Karl Hirzel (1808–1874), deutscher Klassischer Philologe und Gymnasialpädagoge
- Ludwig Hirzel (Theologe) (1801–1841), Schweizer Theologe und Hebraist
- Ludwig Hirzel (Literaturhistoriker) (1838–1897), Schweizer Literaturhistoriker
- Martin Hirzel (* 1970), Schweizer Manager und Funktionär
- Max Hirzel (1888–1957), Schweizer Opernsänger (Tenor)
- Melitta Hirzel (1888–1976), Schweizer Gesangspädagogin
- Richard Hirzel (* 1949), Schweizer Clown und Pantomime, siehe Pic (Clown)
- Rudolf Hirzel (1846–1917), deutscher klassischer Philologe
- Salomon Hirzel (Politiker) (1580–1652), Schweizer Kaufmann, Politiker und Diplomat
- Salomon Hirzel (General, 1672) (1672–1755), Schweizer Offizier in holländischem Dienste
- Salomon Hirzel (Historiker) (1727–1818), Schweizer Politiker und Historiker
- Salomon Hirzel (General, 1739) (1739–1801), Schweizer Offizier in französischem und russischem Dienste
- Salomon Hirzel (Oberst) (1790–1844), eidgenössischer Oberst, Kommandant der Artillerie des Kantons Zürich und Zeughaus-Direktor der Stadt Zürich
- Salomon Hirzel (Verleger) (1804–1877), Schweizer Verleger
- Stephan Hirzel (1899–1970), deutscher Architekt, Grafiker, Hochschullehrer
- Susanne Hirzel (1921–2012), deutsche Widerstandskämpferin, Mitglied der Widerstandsgruppe „Weiße Rose“
- Susette Hirzel (1769–1858), Schweizer Malerin
- Ueli Hirzel (* 1949), Schweizer Zirkuskünstler, Zirkusdirektor, Zirkusproduzent und Zirkuspionier
- Walter Hirzel (1881–1943), deutscher Verwaltungsbeamter, MdL Württemberg